# 3 Days to Kill
Pour plus de détails, voir Fiche technique et Distribution.
3 Days to Kill  est un thriller franco-américain réalisé par McG et sorti en 2014.

## Synopsis
Ethan Renner (Kevin Costner), agent expérimenté de la CIA originaire de Pittsburgh, monte une opération pour capturer l'Albinos, lieutenant d'un trafiquant d'armes appelé le Loup, alors qu'il vend une bombe à des terroristes dans un hôtel de Belgrade. L'Albinos découvre le piège lorsqu'il reconnaît l'une des agents de la CIA déguisée en femme de chambre et qu'il avait déjà aperçu précédemment. Il la tue, la transaction est annulée et l'Albinos prend la fuite. Renner le poursuit et parvient à le blesser, mais il est soudainement pris d'étourdissements et perd connaissance.
On diagnostique à Renner un cancer Glioblastome multiforme du cerveau qui s'est propagé à ses poumons. Le médecin lui annonce qu'il n'a que 3 à 6 mois à vivre et Renner réalise qu'il ne verra pas le prochain Noël. Jugé inapte au service, la CIA le remercie et met fin à son contrat. Pendant des années Renner a tenu sa femme Christine (Connie Nielsen) et sa fille Zooey (Hailee Steinfeld) éloignées de sa carrière dangereuse mais ne les a pas revues depuis plusieurs années. Il décide de passer les derniers mois de sa vie à essayer de réparer sa relation avec elles. Il retourne à Paris où il vivait séparément mais découvre que son appartement est squatté par une famille africaine, dont une femme enceinte. La police lui dit qu'il n'est pas autorisé à expulser les squatters avant le printemps prochain et il décide de cohabiter avec les squatters en ne récupérant que sa chambre où il garde son coffre-fort et ses armes, jusqu'à l'acouchement de la femme. Il renoue maladroitement avec Christine et lui parle de sa maladie. Elle l'autorise à recontacter Zooey, ce qu'il fait à la sortie du lycée en lui offrant un vélo violet, sa couleur préférée quand elle était enfant.
Renner est alors contacté par Vivi Delay (Amber Heard), un « agent du plateau supérieur » de la CIA, qui a été personnellement désignée par sa hiérarchie pour tuer le Loup, mais dont elle ignore l'apparence. Vivi soupçonne Renner d'avoir vu le Loup à Belgrade et d'être ainsi capable de l'identifier. Elle recrute Renner en échange d'un médicament expérimental qui pourrait prolonger sa vie de manière significative. Renner accepte à contrecœur afin d'avoir plus de temps avec sa famille. Vivi lui dit que le moyen de piéger le Loup est de trouver l'Albinos, soit en identifiant son comptable, soit en kidnappant le chauffeur de la limousine du gang. Pendant ses investigations, Renner doit combattre l'effet hallucinogène de son traitement qui survient chaque fois que son rythme cardiaque est trop élevé et qu'il ne peut contrôler qu'en consommant de l'alcool. Il doit aussi s'occuper des problèmes scolaires de Zooey et de ses caprices d'adolescente, car sa femme est sortie du pays pour affaires et lui a demandé de s'occuper de Zooey durant 3 jours. Il parvient à la garder hors des ennuis et rétablit lentement une relation de père avec elle, ce qui impressionne son ex-femme à son retour.
Il suit le Loup et l'Albinos dans le métro, mais ils prennent le dessus lorsque Renner est à nouveau handicapé par ses hallucinations. L'Albinos tente de le tuer en le poussant sur la voie du métro, mais Renner parvient à retourner la situation et faire tomber l'Albinos sur la voie ferrée. Le Loup s'échappe, puis contacte un associé qui va l'aider à fuir le pays.
La famille de Renner est invitée à une fête organisée par le père du petit ami de Zooey, qui se trouve être le partenaire d'affaires du Loup, lui-même présent à la soirée. La situation est tendue et dégénère rapidement par des échanges de coups de feu. Renner parvient à protéger Christine et Zooey, à tuer tous les hommes du Loup et à piéger ce dernier dans un ascenseur dont il brise les câbles, faisant tomber la cabine au sol. Le Loup survit, gravement blessé, mais Renner est de nouveau handicapé et, se sentant coupable de tous les dégâts que son travail a causés à sa famille, il est soudainement incapable de tirer sur la gâchette. Vivi intervient et ordonne à Renner de finir le travail et de tuer le Loup, mais il décide de ne pas le faire, ayant promis à sa femme d'arrêter ses activités violentes. Vivi tue alors elle-même le Loup.
Renner survit finalement jusqu'à Noël, qu'il passe dans une maison de plage avec Zooey et Christine. Il découvre un petit paquet-cadeau qui contient une autre fiole de médicament contre son cancer. Vivi est aperçue sur une colline derrière la maison en souriant alors que Renner ouvre le paquet.

## Fiche technique
- Titre original : 3 Days to Kill
- Titre français : 3 Days to Kill
- Titre québécois : 3 jours pour tuer[1]
- Réalisation : McG
- Scénario : Luc Besson et Adi Hasak, d'après une idée de Luc Besson
- Musique : Guillaume Roussel
- Direction artistique : Sébastien Inizan
- Décors : Sébastien Inizan
- Costumes : Olivier Bériot
- Montage : Audrey Simonaud
- Photographie : Thierry Arbogast
- Production : Luc Besson, Ryan Kavanaugh, Marc Libert
- Sociétés de production : EuropaCorp et Relativity Media
- Sociétés de distribution :  EuropaCorp Distribution
- Pays de production :  France,  États-Unis
- Budget : 28 millions de dollars[2]
- Langue originale : anglais
- Durée : 117 minutes
- Format : couleur - 35 mm - 2.35:1 - Son Dolby numérique
- Genre : thriller, action
- Dates de sortie[3] :
  - États-Unis : 12 février 2014 (avant-première à Los Angeles)
  - Canada, États-Unis : 21 février 2014
  - Belgique, France : 19 mars 2014
- Classification[4] :
  - États-Unis : PG-13
  - France : tous publics avec avertissement

## Distribution
- Kevin Costner (VF : Bernard Lanneau) : Ethan Renner
- Amber Heard (VF : Élisabeth Ventura) : Vivi Delay
- Connie Nielsen (VF : Françoise Cadol) : Christine Renner
- Hailee Steinfeld (VF : Marie Tirmont) : Zoey Renner
- Richard Sammel (VF : lui-même) : le Loup
- Tómas Lemarquis (VF : lui-même) : l’Albinos
- Marc Andreoni (VF : lui-même) : Mitat Yilmaz
- Bruno Ricci : Guido
- Eriq Ebouaney (VF : lui-même) : Jules
- Jonas Bloquet : Hugh
- Big John : Louis
- Maï Anh Lê : l'agent Yasmin
- Shane Woodward : l'agent Axel
- Milutin Milosevitch : un technicien de la CIA
- Lamont Thompson : un technicien de la CIA

Sources et légende : Version Française (VF) sur RS Doublage et AlloDoublage

## Production

### Genèse
EuropaCorp et Relativity Media signent en mai 2012 un marché pour la coproduction de deux films incluant la distribution. Le premier des deux films est Malavita (2013), le deuxième est 3 Days to Kill. Ce dernier s'inspire en grande partie de la série française No Limit avec Vincent Elbaz, aussi créée par Luc Besson et produite par EuropaCorp en 2012 et reprend plusieurs éléments de son scénario, de ses personnages et de certaines situations cocasses liées à la relation compliquée entre le personnage principal et sa fille ou sa femme. À ce titre, l'esprit reste sensiblement le même et garde une certaine place pour l'humour, ce qui tranche notamment avec la série à succès Taken, aussi de Luc Besson.

### Tournage
Le tournage a eu lieu dans les studios et dans la nef centrale de la Cité du Cinéma créée par Luc Besson à Saint-Denis. Le tournage a également eu lieu à Belgrade en Serbie, à Paris, et notamment sur les bords de Seine, près du pont Alexandre-III, Place Dalida à Montmartre, avenue de Ségur et à la station de métro Ségur (en réalité, à la station Porte des Lilas « Cinéma »), dans les Hauts-de-Seine à Neuilly-sur-Seine ainsi qu'à Vattetot-sur-Mer en Seine-Maritime pour la scène finale,. La marque Peugeot s'est associée au tournage du film et a prêté deux voitures, une RCZ et une Peugeot 208 GTi, ainsi qu'un vélo, le LC11,,,.

## Sortie et accueil

### Promotion
La promotion du film s'est faite notamment via une vidéo spéciale diffusée durant le Super Bowl XLVIII dans laquelle le personnage de Kevin Costner s'amuse de la différence entre le football américain et le football.

### Critique
Les critiques reçues par le film sont en majorité négatives. Sur l'agrégateur Rotten Tomatoes, le film obtient 32 % d'opinions favorables pour 84 critiques. La presse française est également assez négative avec une note moyenne de 2/5 sur Allociné (pour 8 critiques).

### Box-office
En Amérique du Nord (Canada et États-Unis), le film réalise 12 242 218 $ pour son premier week-end d'exploitation.
- France : 301 677 entrées[18]
- Canada,  États-Unis : 30 697 999 $[2]
- total des recettes dans le Monde : 53 260 230 $ (arrêté au 4 octobre 2014)[19]